# Johanneskirchner Straße
Die Johanneskirchner Straße ist eine Innerortsstraße im Stadtbezirk 13 Bogenhausen von München.

## Verlauf
Die Johanneskirchner Straße beginnt in Oberföhring an der Oberföhringer Straße. Sie verläuft zunächst Richtung Osten als schmale Straße zur Effnerstraße, die sie auf einem aufwändigen Anschlussbauwerk überquert, und weiter, nunmehr vierspurig ausgebaut, zur Cosimastraße, wo sie auf einer Ampelkreuzung auch die Trass der Straßenbahn Richtung St. Emmeram quert. Der weitere Verlauf nach Osten folgt einer neuen Trasse, während der ursprüngliche Verlauf als Bichlhofweg rund 100 m weiter nördlich liegt (mit teilweise erhaltener ursprünglicher Pflasterung). Dieser neue Verlauf der Straße endet an einer Ampelkreuzung an der Freischützstraße. Die Johanneskirchner Straße setzt sich gegenüber der Einmündung des Bichlhofwegs in die Freischützstraße als schmale zweispurige Straße fort, unterquert die Bahnlinie nördlich der S-Bahn-Station Johanneskirchen, verläuft weiter über den heutigen Huuezziplatz nach Osten am Johanneskirchner Maibaum vorbei und geht am Hagebuttenplatz in die Aaröstraße über.

## Öffentlicher Verkehr
Zwischen der Cosimastraße und der Aaröstraße wird die Johanneskirchner Straße von Stadtbuslinien befahren. Der Ostteil wird von der S 8 über die S-Bahn-Station Johanneskirchen bedient.

## Geschichte
Die Johanneskirchner Straße folgt weitgehend der alten Verbindung von Johanneskirchen nach Oberföhring, wurde jedoch zwischen Freischützstraße und Cosimastraße deutlich nach Süden verlegt. Der ursprüngliche Verlauf ist heute als Bichlhofweg bezeichnet, dort befand sich auch das frühere Arbeitslager „Reichsbahnlager Johanneskirchen“. Um die Wende vom 19. zum 20. Jahrhundert war die Straße für die Ziegeleien von erheblicher Bedeutung, was zu Auseinandersetzungen über die Kostentragung für die Pflasterung führte. Die Fortführung der neuen Trassenführung mit der Johanneskirchner Spange, die seit 1961 geplant war, mit einer neuen Bahnunterführung südlich des Bahnhofs, und einer Anbindung an den Wacholderweg, wurde 2006 endgültig aufgegeben.

## Baudenkmäler

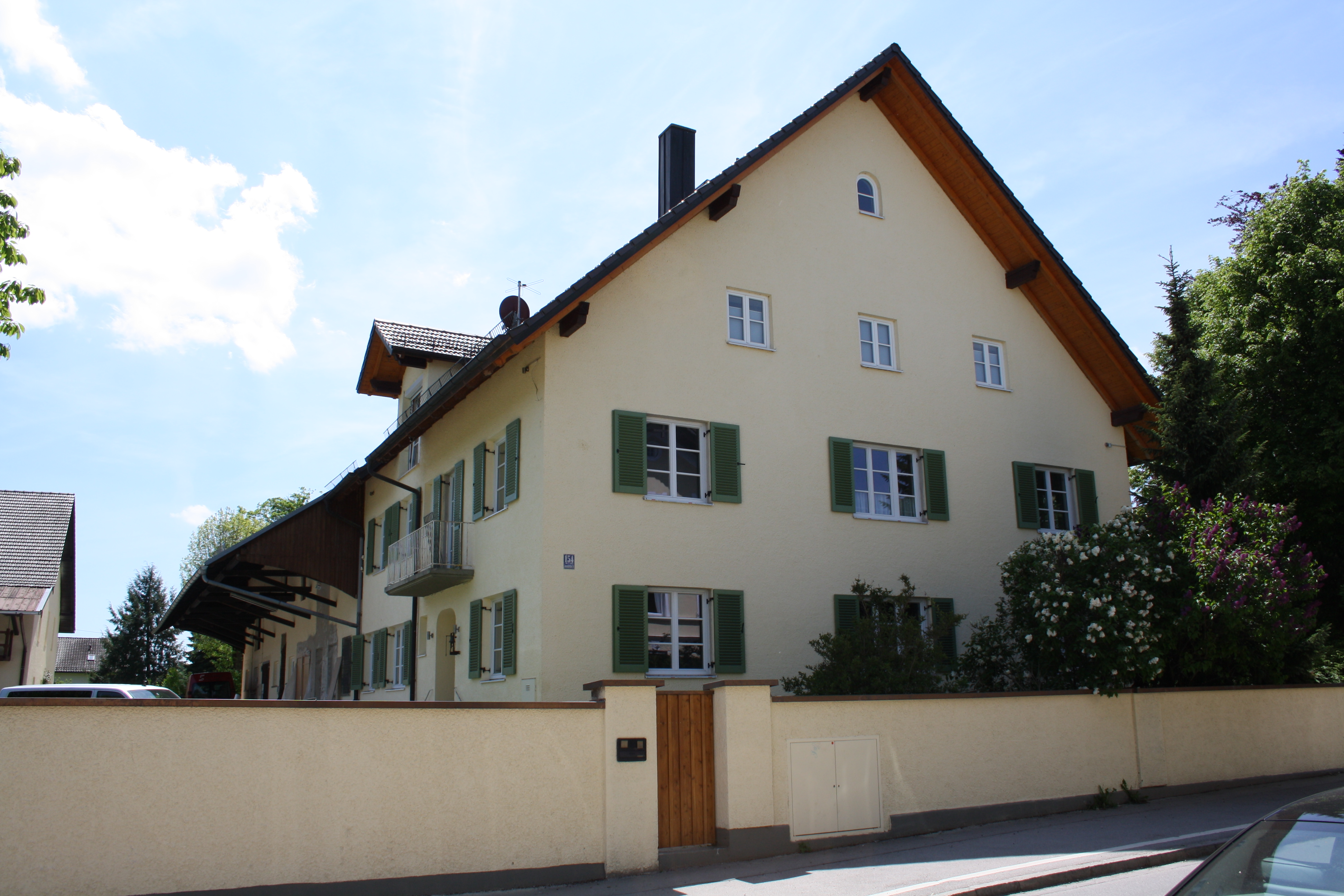
Ehemaliger Bauernhof Johanneskirchner Straße 154

- Bauernhof („beim Kirchmayr“ oder „beim Kirmer“[5]), Johanneskirchner Straße 153
- ehemaliger Bauernhof, Johanneskirchner Straße 154, mit Nebengebäude
- Wohnteil eines Bauernhauses („beim Weber“[6]), Johanneskirchner Straße 163

## Schulen
- In nächster Nähe der Johanneskirchner Straße liegen die Grundschule an der Regina-Ullmann-Straße und die Helen-Keller-Realschule (derzeit ausgelagert).

## Sport
- FC Rot-Weiß Oberföhring, Johanneskirchner Straße 72 (südlich der Straße).[7]

## Sonstiges
- Ehemaliges Gebäude von Digital Equipment, an der nördlichen Ecke zur Freischützstraße, 1981, 2015 abgebrochen und durch Wohnbebauung ersetzt.[8]
- Gaststätte „Dicke Sophie“ (früher: „Alter Wirt“), Johanneskirchner Straße 146 (östlich der Bahn)